# Vandring i våren
Vandring i våren är en svensk kortfilm från 1935 i regi av Gunnar Skoglund. Skoglund medverkade även som skådespelare tillsammans med Signhild Björkman. Fotografer var Martin Bodin, Gustaf Boge, Bristol Wikström och Elner Åkesson. Filmen producerades och distribuerades av Svensk Filmindustri och hade premiär den 23 april 1935 på biografen Skandia i Stockholm. Den var barntillåten.

## Rollista
- Signhild Björkman
- Gunnar Skoglund

### Fotnoter
1. ↑  ”Vandring i våren”. Svensk Filmdatabas. http://sfi.se/sv/svensk-filmdatabas/Item/?itemid=23546&type=MOVIE&iv=Basic&ref=/templates/SwedishFilmSearchResult.aspx?id%3d1225%26epslanguage%3dsv%26searchword%3dvandring+i+v%C3%A5ren%26type%3dMovieTitle%26match%3dBegin%26page%3d1%26prom%3dFalse. Läst 15 mars 2013.